# Neubrunn
Neubrunn là một đô thị trong huyện Würzburg bang Bayern, Đức.